# Домгёни, Тони
Тони Домгёни (алб. Toni Domgjoni; род. 4 сентября 1998, Копривница, Хорватия) — косовский футболист, выступающий на позиции полузащитника. Игрок национальной сборной Косово. Домгёни родился в Хорватии в косовской семье и вырос в Швейцарии.

## Клубная карьера
Домгёни начинал заниматься футболом в возрасте восьми лет в хорватском клубе «Славен Белупо». В сезоне 2007/2008 он играл за «Копривницe», а по его окончании вернулся в «Славен Белупо». Там Домгёни выступал до 2009 года, когда перешёл в швейцарский «Цюрих» и играл за юношеские команды, а также за команды до 16 и 18 лет. В июле 2016 года Домгёни стал частью команды до 21 года. 28 августа он дебютировал за неё в гостевом матче против «Олд Бойз», проигранном со счётом 0:3, заменив на 46-й минуте Изера Алиу.
11 февраля 2018 года Домгёни впервые был включён в заявку «Цюриха» на матч швейцарской Суперлиги, на игру против «Санкт-Галлена». Он дебютировал за «Цюрих» 17 марта, выйдя в стартовом составе в матче против «Янг Бойз». Спустя 14 дней Домгёни забил свой первый гол за «Цюрих», во втором своём матче за основу этого клуба, в гостевом ничейном (1:1) матче швейцарской Суперлиги со «Сьоном»".
22 мая 2018 года «Цюрих» по результатам положительных выступлений Домгёни предложил ему подписать профессиональный контракт, и стороны договорились о трёхлетнем соглашении. Пять дней спустя он сыграл свой первый матч в качестве профессионального игрока в финале Кубка Швейцарии 2017/2018 против «Янг Бойз», выйдя в стартовом составе на поле. В перерыве он был заменён из-за травмы на Сангоне Сарра.
25 мая 2021 года Домгёни подписал трёехлетний контракт с клубом Эредивизи «Витессом». 5 августа 2021 года он впервые был включён в заявку «Витесса», на матч третьего отборочного раунда Лиги Европы УЕФА 2021/2022 против ирландского «Дандолка». Спустя неделю Домгёни дебютировал за «Витесс», в ответном матче Лиги Европы против «Дандолка», заменив на 83-й минуте Данило Духи. Спустя 10 дней Домгёни дебютировал и в национальной лиге в домашнем проигрышном (0:3) матче против «Виллема II», выйдя на поле в стартовом составе.

## Карьера в сборной
С 2016 по 2021 год Домгёни выступал за юношеские сборные Швейцарии: за сборные 18, 19, 20 и 21 года. За все эти команды он суммарно провёл 25 матчей и забил один гол.
1 октября 2021 года Федерация футбола Косово объявила, что Домгёни решил представлять национальную сборную этой страны и ожидает разрешения ФИФА играть за неё. В тот же день он получил вызов в сборную Косово на отборочные матчи Чемпионата мира 2022 против Швеции и Грузии, а через шесть дней после вызова ФИФА разрешает ему играть за Косово. Его дебют за сборную Косово состоялся 24 марта 2022 года в товарищеском матче против Буркина-Фасо, где он вышел на поле в стартовом составе и забил пятый гол своей команды. Игра закончилась со счётом 5:0 в пользу косовцев.

## Личная жизнь
Домгёни родился в Копривнице (Хорватия), а вырос в Цюрихе (Швейцария), в косовской семье из деревни Биштажин в районе Гяковы.